# Аманда Петерсон
Фі́лліс Ама́нда Пе́терсон (англ. Phyllis Amanda Peterson; 8 липня 1971, Грілі, Колорадо, США — 3 липня 2015, там же) — американська акторка. Найбільш відома за роллю Сінді Манчіні у фільмі «Кохання не можна купити».

## Біографія
Народилася 8 липня 1971 року в місті Грілі (Колорадо, США) молодшою дитиною в родині Джеймса Петерсона, отоларинголога за фахом, та його дружини Сільвії. У родині вже виховувалися двоє старших дітей, Енн Марі і Джеймс Петерсон молодший.
Аманда почала кар'єру актриси ще дитиною і на самому початку використовувала ім'я «Менді Петерсон», яким її називали в колі сім'ї.
Дебютом для Петерсон стала роль Гретль в постановці Звуки музики, який відбувся в Університеті Північного Колорадо. Їй було всього сім років.
У 1986 році п'ятнадцятирічну Аманду відібрали для зйомок підліткової комедії «Хлопчик знімає дівчинку» (ориг. Boy Rents Girl), де компанію їй склав Патрік Демпсі. Зйомки проходили в місті Тусон, штат Аризона. Назву пізніше замінили на «Кохання не можна купити» (ориг. Can't Buy Me Love), після того, як продюсери отримали право використовувати назву знаменитої пісні гурту The Beatles. Фільм був виданий влітку 1987 року і отримав змішані відгуки критиків, але це не завадило стати йому справжнім хітом. Після успіху фільму Петерсон і Демпсі здобули статус кумирів підлітків.
До тріумфу у фільмі «Кохання не можна купити» (1987), Аманда знялася в телесеріалах «Отець Мерфі» і «Срібні ложки». Потім вона зіграла у фільмах «Енні» (1982) і «Дослідники» (1985). У 1983-1984 роках грала Сью Свайер у серіалі телеканалу NBC «Кістка». Після фільму «Кохання не можна купити» вона з'явилася на обкладинках молодіжних журналів Tiger Beat і Teen Beat. Аманда Петерсон пізніше знялася в ряді інших картин, але жодна з них не принесла значних касових зборів, таких, які були у фільму «Кохання не можна купити».
У вересні 2015 року батьки Петерсон повідомили в ток-шоу The Doctors, що її зґвалтували у віці 15 років, і в той час вона не розкривала цього.

## Пізні роки
У 1994 році Петерсон залишила світ шоу-бізнесу і повернулася в рідне місто Грілі, штат Колорадо. За словами батька, доктора Джеймса Петерсона, Аманда залишила Голлівуд, щоб «почати нове життя». Після нетривалого навчання в коледжі Міддлбері, вона поступила в Університет штату Колорадо, де провчилася рік. Пізніше вона так само навчалася в Університеті Північного Колорадо.
У період з жовтня 2000 року по травень 2012 року, Петерсон була заарештована п'ять разів за злочини, пов'язані з нападом третього ступеня, домагання, водіння в стані алкогольного сп'яніння, наркоторгівлю, підозри в розповсюдженні заборонених речовин. З вересня по грудень 2005 року Аманда провела три місяці за ґратами. Останні арешти Петерсон були пов'язані із звинуваченням у дрібному правопорушенні і зберіганні наркотиків у квітні 2012 року, а також з підозрою в жорстокому поводженні з дітьми в травні 2012 року, яке пізніше було знято. За словами батька Петерсон, його дочка раніше мала проблеми з наркотиками, але в момент своєї смерті вона була чиста і стала "досить релігійної". Він також заявив, що в останні роки Петерсон страждала від апное уві сні, а так само від нападів пневмонії і синуситу. Останні три роки свого життя Петерсон отримувала допомогу з інвалідності та жила одна в квартирі в Грілі після другого розлучення.

## Особисте життя
Перший шлюб Аманди з Джозефом Робертом Скатвіком закінчився розлученням 9 квітня 1999 року. У травні 2008 року Петерсон вийшла заміж вдруге за Девіда Хартлі, який став батьком її двох дітей і шлюб з яким так само закінчився розлученням.

### Смерть
Аманда померла 3 липня 2015 року вдома в Грілі (штат Колорадо) від передозування морфіном, не доживши 5 днів до свого 44-річчя. Тіло мертвої Петерсон було знайдено лише два дні потому.

## Фільмографія

### Фільми
| Рік  | Назва                 | Роль          | Примітки                          |
| ---- | --------------------- | ------------- | --------------------------------- |
| 1982 | Енні                  | Dancer        | Створена Амандою (Менді) Peterson |
| 1985 | Дослідники            | Лорі Свенсон  |                                   |
| 1987 | Любов не можна купити | Cindy Mancini |                                   |
| 1988 | The Lawless Land      | Diana         |                                   |
| 1989 | Послухай мене         | Donna Lumis   |                                   |
| 1995 | Windrunner            | Julie Moore   |                                   |

### Телебачення
| Рік        | Назва                                  | Роль              | Примітки                         |
| ---------- | -------------------------------------- | ----------------- | -------------------------------- |
| 1982       | Отець Мерфі                            | Elizabeth         | Серія: «Matthew and Elizabeth»   |
| 1982       | Срібні ложки                           | Sally Frumbel     | Серія: «Takin' a Chance on Love» |
| 1983       | Кістка                                 | Squirt Sawyer     | Серія: «Words and Music»         |
| 1984       | Best Kept Secrets                      | Gretchen          | Телесеріал                       |
| 1985       | And the Children Shall Lead            | Jenny             | Телесеріал                       |
| 1986       | A Year in the Life                     | Sunny Sisk        | Міні-серіал                      |
| 1986       | Carly Mills                            | Trisha Mills      | Телевізійний фільм               |
| 1987— 1988 | A Year in the Life                     | Sunny Sisk        | 22 серії                         |
| 1989       | Love and Betrayal                      | Stephanie         | Телевізійний фільм               |
| 1990       | Doogie Howser, M. D.                   | Bernadette Callen | Серія: «vinnie's Blind Date»     |
| 1990       | Fatal Charm                            | Valerie           | Телевізійний фільм               |
| 1991       | Hell Hath No Fury                      | Michelle Ferguson | Телевізійний фільм               |
| 1991       | Posing: Inspired by Three Real Stories | Abigail Baywood   | Телевізійний фільм               |

## Нагороди та номінації
| Рік  | Назва              | Категорія                                                     | Картина               | Підсумок  |
| ---- | ------------------ | ------------------------------------------------------------- | --------------------- | --------- |
| 1984 | Young Artist Award | Best Young Actress in a New Television Series                 | Кістка                | Номінація |
| 1985 | Young Artist Award | Best Young Supporting Actress in a Daytime or Nighttime Drama | Кістка                | Номінація |
| 1986 | Young Artist Award | Best Starring Performance by a Young Actress — Motion Picture | Дослідники            | Номінація |
| 1988 | Young Artist Award | Best Young Actress in a Motion Picture — Comedy               | Любов не можна купити | Номінація |
| 1988 | Young Artist Award | Best Young Actress Starring in a Television Drama Series      | A Year in the Life    | Перемога  |